# Anna Harrison
Anna Harrison (Morristown, New Jersey, SAD, 25. srpnja 1775. – Nort Bend, Ohio, SAD, 25. veljače 1864.) bila je supruga 9. američkog predsjednika Williama Harrisona od 4. ožujka 1841. do 4. travnja 1841.